# ベイシス (インフラ)
ベイシス株式会社（英: Basis Corporation）は、東京都品川区に本社を置く、通信インフラエンジニアリングを行うインフラテック企業である。

## 概要
2000年7月19日、広島県広島市にて有限会社サイバーコネクションとして設立し、インフラエンジニアリング事業をスタート。
2006年に東京に本社移転し、通信インフラの構築・運用ノウハウに関する知見を持ったプロフェッショナルを多数擁し、RPA、AI、ドローンなどのテクノロジーを活用することで、通信・電力・ガス事業者等のインフラの構築・運用保守におけるバリューチェーン（設計・施工・運用・保守）を、高付加価値なエンジニアリングサービスとしてワンストップで提供している。また、国内各地域に営業拠点を設置するとともに施工等を担う協力会社を配し、日本全国にサービスを提供できるネットワークを保有している。
社内にシステム開発部門を持ち、RPA、AI、ドローンなどのテクノロジーによるインフラ業界のデジタルトランスフォーメーション（DX）に積極的に取り組んでおり、インフラ業界のDXを推進、変革するインフラテック企業として、上場企業を中心としたインフラ事業を営む顧客に対し、プロジェクトマネジメント支援や現場作業のIT化など顧客企業を成功に導くための事業展開をしている。
世の中の基盤を創り・支え、ベイシスという会社自身が社会にとって必要不可欠な基盤となる、という想いから、基礎・土台・基盤・根幹を意味する「Basis」に社名を変更した。

## 事業内容
- モバイルエンジニアリングサービス（携帯電話のインフラ・ネットワーク構築・運用保守）
  - 無線基地局工事、運用保守、プロジェクト受託、エンジニア派遣

- IoTエンジニアリングサービス（IoTインフラ・ネットワーク構築・運用保守）
  - スマートメーター交換・設置、IoTネットワーク構築

- その他サービス
  - システム開発、RPA、ドローンによる点検保守ソリューション

## 沿革
- 2000年（平成12年）7月 - 資本金300万円にて広島市に有限会社サイバーコネクションとして設立。インフラエンジニアリング事業モバイルエンジニアリングサービスを開始。
- 2005年（平成17年）9月 - 資本金を1,000万円に増資し、株式会社サイバーコネクションに組織変更。
- 2006年（平成18年）
  - 4月 - 本社を東京都品川区に移転。広島本社を支店に変更。
  - 10月 - 仙台支店を宮城県仙台市に設立。
  - 11月 - 福岡支店を福岡県福岡市に設立。
- 2007年（平成19年）
  - 3月 - 大阪支店を大阪府大阪市に設立。
  - 7月 - 札幌支店を北海道札幌市に設立。
- 2009年（平成21年）7月 - 資本金を5,000万円に増資。
- 2011年（平成23年）11月 - 株式会社サイバーコネクションエンジニアリング（のちのベイシスエンジニアリング）設立。
- 2012年（平成24年）
  - 3月 - 資本金を5,000万円に増資。
  - 8月 - 株式会社CCソリューション（のちのベイシスソリューション）設立。株式会社CCアドバンス（のちのベイシスアドバンス）設立。
- 2013年（平成25年）7月 - ベイシスエナジーシステム株式会社（のちのベイシスイノベーション）設立。
- 2014年（平成26年）
  - 2月 - 株式会社サイバーコネクションをベイシスホールディングス株式会社に社名変更。
  - 5月 - 資本金を8,850万円に増資。
  - 6月 - 資本金を9,347万円に増資。
- 2015年（平成27年）4月 - インフラエンジニアリング事業をインフラテック事業へ拡大。IoTインフラ・ネットワーク構築・運用保守などIoTエンジニアリングサービスを開始
- 2017年（平成29年）
  - 6月 - ベイシスアドバンスをベイシスエンジニアリングへ合併。ベイシスイノベーションをベイシスソリューションへ合併。
  - 10月 - ベイシスエンジニアリングとベイシスソリューションをベイシスホールディングスへ合併。グループ1社化を期にベイシス株式会社に社名変更。
- 2018年（平成30年）7月 - RPAツール販売を開始。
- 2019年（令和元年）7月 - ドローンを活用した設備点検サービスの開始[4]。
- 2021年（令和3年）
  - 6月 - 東京証券取引所マザーズ市場に上場。資本金を2億7739万円に増資。
  - 7月 - 資本金を3億2647万円に増資。
- 2023年（令和5年）3月 - 本社を東京都港区に移転

## 事業拠点
- 本社（東京都港区）
- 札幌事業所（札幌市中央区）
- 仙台事業所（仙台市青葉区）
- 大阪事業所（大阪市西区）
- 広島事業所（広島市中区）
- 福岡事業所（福岡市博多区）[4]